# Spöket och Mrs. Muir
Spöket och Mrs. Muir (engelska: The Ghost and Mrs. Muir) är en amerikansk romantisk dramafilm från 1947 i regi av Joseph L. Mankiewicz. I huvudrollerna ses Gene Tierney, Rex Harrison och George Sanders.

## Handling
I början av 1900-talet flyttar den unga änkan Lucy Muir (Gene Tierney) till en kuststad tillsammans med sin dotter (Natalie Wood) och hushållerska. Mot mäklarens rekommendationer hyr hon ett hus som hemsöks av ett spöke. 
Spöket är husets bortgångne tidigare ägare, sjökaptenen Daniel Gregg (Rex Harrison), som berättar sin livs historia för Lucy, som skriver ner den i bokform och tar den till ett förlag, som köper manuskriptet. Hos förläggaren träffar Lucy den stilige Miles Fairley (George Sanders), som visar sig vara en berömd barnboksförfattare. De inleder ett förhållande, ursprungligen till sjökaptenens stora missnöje. Han beslutar sig dock snart för att lämna älskarna ifred och övertygar Lucy om att han bara funnits i hennes drömmar, men förhållandet tar ändå slut när Lucy upptäcker att Miles redan är gift. 
Lucy drar sig tillbaka till sitt hus och tillbringar resten av sitt liv som ensam. Flera år senare, när Lucys dotter ska gifta sig, berättar dottern att hon kände till kapten Gregg, vilket väcker Lucys minnen om honom till liv. 

## Rollista i urval
- Gene Tierney - Lucy Muir
- Rex Harrison - Kapten Daniel Gregg
- George Sanders - Miles Fairley
- Edna Best - Martha Huggins
- Natalie Wood - Anna Muir som barn
- Vanessa Brown - Anna Muir som vuxen
- Anna Lee - Fru Fairley
- Robert Coote - Mr. Coombe
- Isobel Elsom - Angelica, Lucys svärmor
- Victoria Horne - Eva, Lucys svägerska

## Om filmen
Filmen bygger på en roman från 1945 av R.A. Dick (pseudonym för Josephine Leslie). Berättelsen gjordes även som TV-serie 1968-1970.
Filmen Oscarnominerades för bästa svartvita foto.